# Подгор'є (Копер)
Подгор'є (словен. Podgorje) — поселення в общині Копер, Регіон Обално-крашка, Словенія. Висота над рівнем моря: 505,9 м.